# Schleicher County
Schleicher County är ett administrativt område i delstaten Texas, USA, med 3 461 invånare (2010). Den administrativa huvudorten (county seat) är Eldorado. 

## Geografi
Enligt United States Census Bureau så har countyt en total area på 3 395 km². 3 393 km² av den arean är land och 3 km² är vatten.  

### Angränsande countyn
- Tom Green County - norr
- Menard County - öster
- Sutton County - söder
- Crockett County - väster
- Irion County - nordväst